# アフロディーテ大陸

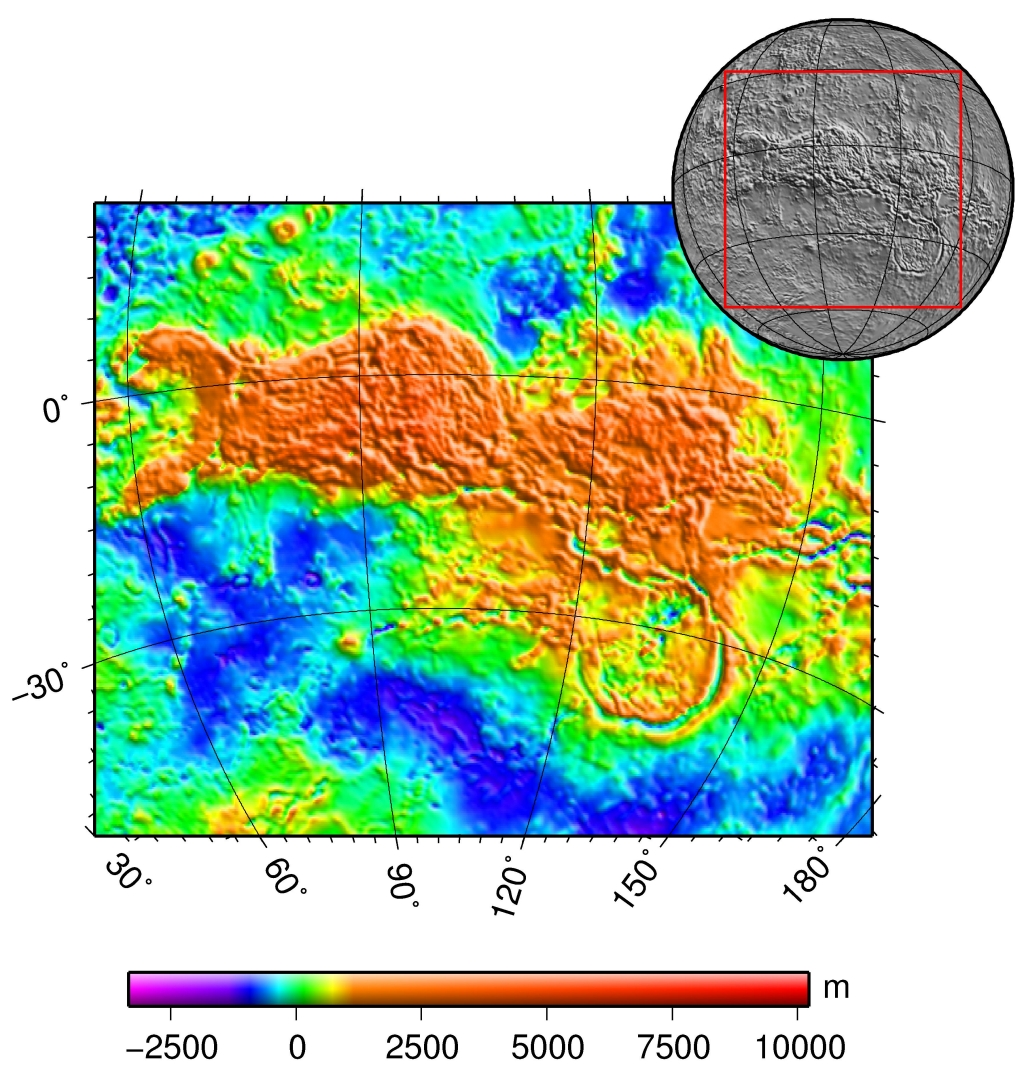
アフロディーテ大陸の地形図

アフロディーテ大陸（アフロディーテたいりく、英: Aphrodite Terra）は、金星の赤道の近くに位置する大陸である。

## 概要
アフロディーテ大陸は金星の最大の大陸であり、直径10,000km、高さ3,000mと面積は地球のアフリカ大陸とほぼ同じである。表面は非常にでこぼこしており、褶曲、断層と溶岩流の数が多く、一部の溶岩流も特殊な蝶ネクタイ状特徴を形成され、これは大きな圧縮応力を受けていることを示唆している。
この大陸も山脈があるが、大きさはイシュタル大陸の山脈のほぼ半分に留まる。オブダ地域は大陸の西方、テティス地域は東方に位置する、オブダ地域は異なる方向の褶曲がある、圧縮応力は多方向的と考えられる。
表面の低アルベド地形は凝固した溶岩流の可能性がある、一部の溶岩流が表面流出、周囲の地形を覆ったと推測される。大陸の名前はギリシア神話の愛と美と性の女神アプロディーテーに由来する。

## エピソード
2018年に打ち上げられたNASAの太陽探査機「パーカー・ソーラー・プローブ」が2020年7月11日、軌道修正のために行った3度目の金星スイングバイにおいて、金星の地表からおよそ1万2,380kmの距離にまで近づいたところで広視野カメラ「WISPR」を使って金星を撮影した。可視光線による観測では金星の地表は硫酸の雲に覆われて見えないはずと思われていたが、その後、この写真がアフロディーテ大陸を捉えていたことが判明した。可視光線だけではなく、赤外線に近い波長も捉えられるという「WISPR」の"予想外の"性能により、高原地帯のため周囲よりも気温が低いアフロディーテ大陸からの熱放射が"暗く"見えたものだという。。